# Калоферска резбарска школа
Един от майсторите-мияци, Антон Т. Станишев, се преселва в Калофер и много младежи от този край идват при него, за да учат. Майстори-резбари станали Иван Хр. Стрелухов, Тодор Несторов, Сотир и Васил Сотирови.

## Произведения
Произведения на тази школа (издънка на Дебърската), са иконостастите на църквата „СВ. Богородица“ във Велико Търново, тронът в църквата „Св. Иван“ в Казанлък и още много иконостаси на църкви във Враца и Разград и в дунавските градове Свищов и Силистра.
Майсторите-резбари от Калоферската резбарска школа украсяват и частни къщи. В техните творби се долавят признаци на упадък на възрожденската резба и симптоми на еклектика.
Като шедьовър, сътворен от калоферските резбари, може да се посочи иконостасът на църквата „Св. Троица“ в град Свищов. В него се чувствува влиянието на стила ампир, използувани са и елементи на ранното гръзко и египетско изкуство, а също и различни декорации - военни трофеи, лаврови венци, образи на сфинксове, звески лапи за крака на тронове и познатият растителен мотив.